# X.Org Server
X.Org Server đề cập đến các gói phát hành máy chủ X stewarded của X.Org Foundation,
được tổ chức bởi freedesktop.org, và cho phép công chúng truy cập vào các tiêu chuẩn X Window cho những nỗ lực của cộng đồng phần mềm miễn phí và mã nguồn mở.
Các dịch vụ mà X.Org Foundation hỗ trợ X Server bao gồm đóng gói của bản phát hành; chứng nhận (với lệ phí); đánh giá các cải tiến cho các mã; phát triển các trang web, và xử lý việc phân phối các khoản đóng góp tiền tệ. Các bản phát hành được mã hoá, tài liệu, và đóng gói bởi các nhà phát triển toàn cầu

## Lịch sử
X.Org Foundation hiện đại ra đời năm 2004  khi cơ quan giám sát và phát hành các tham chiếu chính của X chuẩn gia nhập lực lượng với các cựu nhân viên phát triển XFree86.
X11R6.7.0, phiên bản đầu tiên của X.Org Server, được tách ra từ XFree86 4.4 RC2. Lý do lúc đo cho sự chia tách là một số bất đồng với giấy phép mới cho các phiên bản phát hành cuối cùng của XFree86 4.4, nhưng bất đồng nhau trong những đóng góp nổi lên trước khi tách. Nhiều người trong số các nhà phát triển XFree86 rước đó đã tham gia dự án X.Org Server.
Việc phát hành X11R6.9.0/X11R7.0.0 chủ yếu là thêm một hệ thống kiểu mô-đun xây dựng dựa trên GNU Autotools. 6.9.0 được sử dụng hệ thống cũ xây dựng imake trong khi 7.0.0 dùng autotools, cả hai trên cùng một codebase. Đường dẫn kiểu mô-đun (dùng GNU Autotools) tuy nhiên, định hướng tương lai của X.Org server, và cũng đã thấy X 11 nhị phân di chuyển ra khỏi riêng của họ /usr/X11R6 thư mục con cây và vào cây toàn cầu /usr trên nhiều hệ thống Unix.

## Thông qua
X.Org Server là phổ biến với các hệ điều hành tương tự Unix, được chấp nhận trong hầu hết các bản phân phối Linux và các biến thểBSD. Nó cũng được bao gồm trong hệ điều hành Solaris của Sun Microsystems, và là máy chủ phổ biến cho các hệ thống x86; Dựa trên hệ thống SPARC hầu như chỉ sử dụng máy chủ Xsun độc quyền của Sun Microsystems, như  driver đồ họa Sun hỗ trợ cho X.Org là rất giới hạn. Nó cũng được dùng trong Cygwin/X, thi hành  X server Cygwin cho Microsoft Windows, VcXsrv và trong Xming. Mac OS X phiên bản trước 10.5 ("Leopard") phát hành với giao diện dựa trên XFree86, nhưng  X server của 10.5 dựa trên các codebase X.Org.